# Verkiezingen voor het Europees Parlement 1996
Naar aanleiding van de toetreding van Finland en Oostenrijk per 1 januari 1995 tot de Europese Unie werden in 1996 in deze landen tussentijdse verkiezingen voor het Europees Parlement gehouden.
Sinds 1 januari 1995 waren Finland en Oostenrijk in het Europees Parlement vertegenwoordigd geweest door op een tijdelijke basis benoemde afgevaardigden.
De verkiezingen in Oostenrijk werden gehouden op 13 oktober 1996. Aan Oostenrijk werden 21 zetels in het Europees Parlement toegedeeld.
De verkiezingen in Finland werden gehouden op 20 oktober 1996. Aan Finland werden 16 zetels in het Europees Parlement toegedeeld.
Het totaal aantal zetels in het Europees Parlement steeg door deze verkiezingen naar 626.